# Mansfeld (Unternehmen)
Mansfeld war ein mitteldeutsches Montanunternehmen, das sich mit der Gewinnung von Kupfer, Silber sowie anderen NE-Metallen aus Kupferschiefer und der Verarbeitung der gewonnenen Metalle beschäftigte. Das Unternehmen war von 1852 bis 1995 hauptsächlich im Gebiet um Mansfeld, Eisleben und Sangerhausen tätig. Die Mansfelder Kupfer und Messing GmbH Hettstedt ist bis heute als Markenrechtsnachfolger und traditioneller Kupferverarbeitungsbetrieb in der Mansfelder Region tätig.

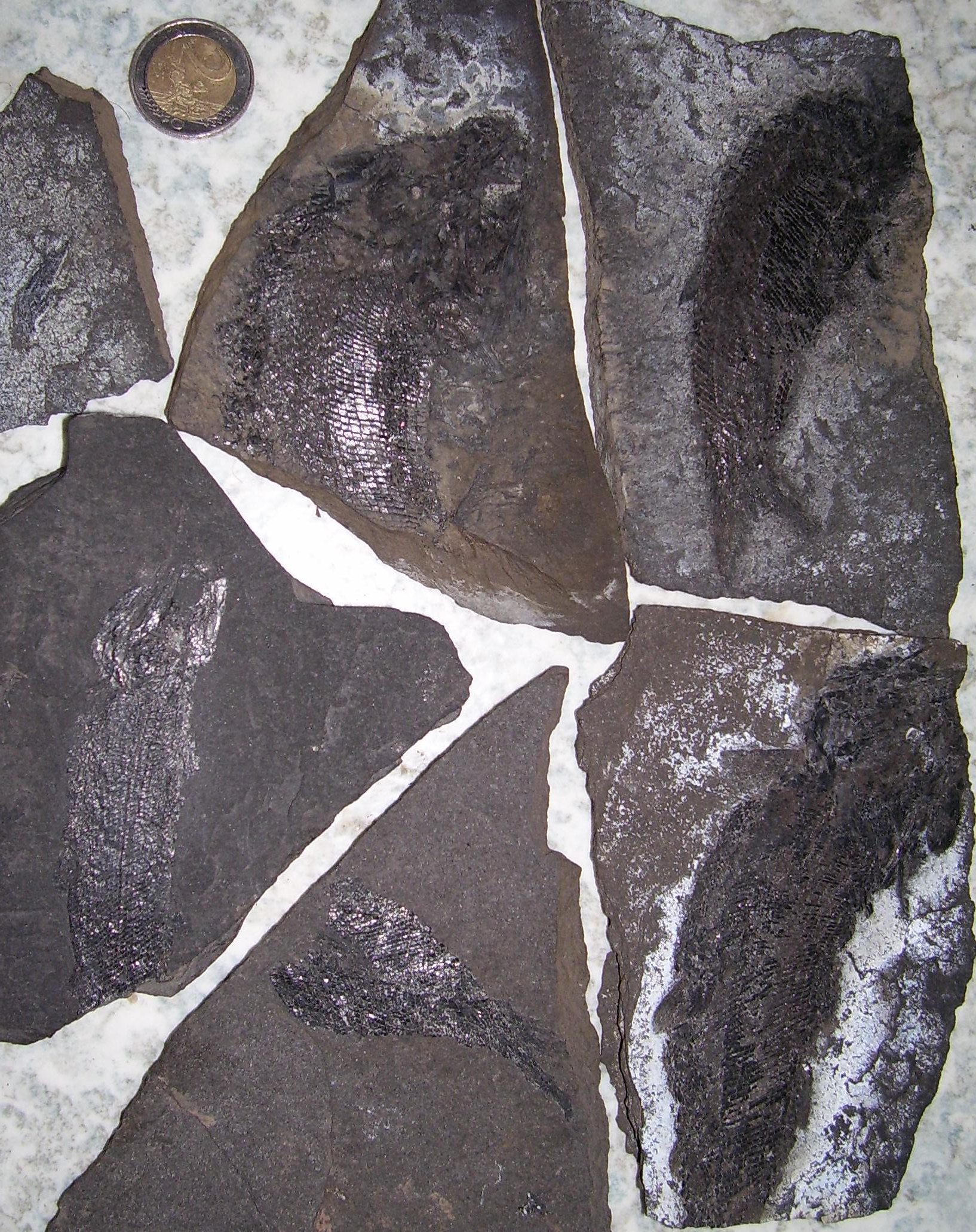
Kupferschiefer mit Fossilien

## Geschichte
Der Abbau von Kupferschiefer und dessen Verarbeitung zu Kupfer sind im Mansfelder Raum bereits seit 1200 belegt. Im 17. Jahrhundert schlossen sich die meist kleinen Bergwerke und Hüttenbetriebe der Mansfelder Mulde zu Gewerkschaften zusammen, von denen sich bis in die Mitte des 19. Jahrhunderts die Gewerkschaften zur Ober- und Mittelhütte bei Eisleben, die Gewerkschaften zur Kreuz- und Silberhütte bei Mansfeld und die Gewerkschaft der Kupferkammer samt Gottesbelohnungshütte bei Hettstedt hielten.

### Mansfeldsche Gewerkschaft
1852 schlossen sich die fünf Mansfelder Kupfergewerkschaften zur Mansfeldschen Kupferschieferbauenden Gewerkschaft zusammen. Dieses Bergbauunternehmen teufte in den folgenden Jahren eine Reihe neuer leistungsfähiger Schachtanlagen. Dies waren unter anderem die Schachtanlagen Ernst (ab 1864), Otto (ab 1865), Niewandt (ab 1866), Freiesleben (ab 1868), aber auch Einzelschächte wie Zirkel (1891) und Röhrig (1871). Auf den meisten dieser Schachtanlagen wurden mehrere Schächte geteuft, teils wegen verschiedener Aufgaben (Förderung, Wasserhaltung, Bewetterung), teilweise aber auch, um eine Förderung von mehreren Sohlen zu ermöglichen. Um die so gesteigerte Fördermenge zu verarbeiten, wurde 1857 bei Leimbach die Eckardthütte errichtet und die Kupferkammerhütte ausgebaut. Man prognostizierte für Anfang der 1870er Jahre eine Jahresförderung von über 100.000 Tonnen Kupferschiefer, so dass dann auch diese Kapazitäten nicht mehr ausreichen würden. Daher wurde 1868 mit dem Bau der Krughütte bei Eisleben begonnen, die 1870 in Betrieb ging. In den Folgejahren wurden die Mittel- und die Kreuzhütte stillgelegt sowie die Oberhütte zur Kupferelektrolyse umgebaut. 1875 erwarb die Gewerkschaft die Steinkohlenzechen Colonia und Urbanus in Langendreer bei Bochum, um den Steinkohlebedarf der Kupferhütten aus eigener Produktion zu decken. 1877 konsolidierten die beiden Zechen zur Zeche Mansfeld.

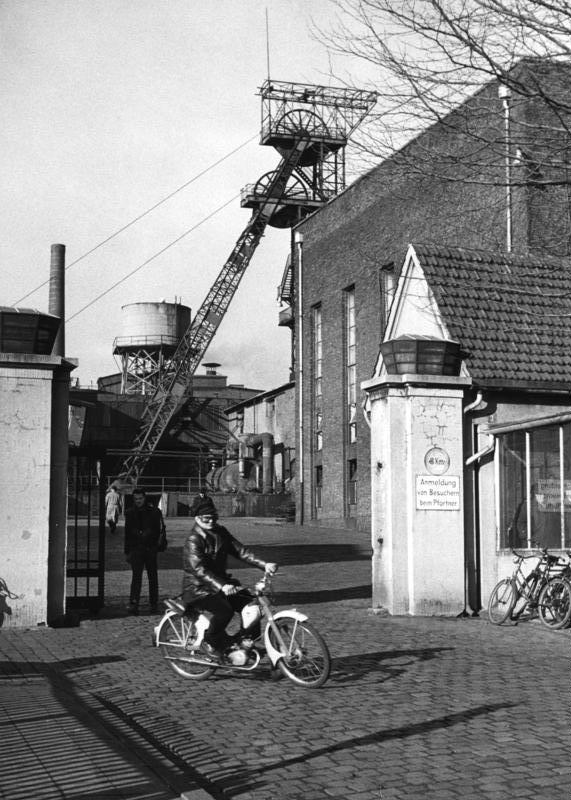
Steinkohlenzeche Mansfeld in Bochum, 1961

Im Jahre 1880 nahm die bei Helbra neu errichtete Kochhütte als zweite Großhütte ihren Betrieb auf. Zum Transport des Erzes von den Schächten zu den Hütten wurde 1878 mit dem Bau einer betriebseigenen Schmalspurbahn begonnen. 1880 wurde das erste Teilstück der Mansfelder Bergwerksbahn bei Hettstedt in Betrieb genommen. Im Rahmen einer Bohrerkundung auf Kupferschiefer wurde 1896 bei Wansleben ein 35 m mächtiges Kaliflöz der Staßfurtserie entdeckt und 1898 durch den Georgi-Schacht aufgeschlossen. Mit der Gründung der Gewerkschaft Ernsthall im Jahr 1901 ging dieses erste Kaliwerk der Mansfeld-Gewerkschaft in Betrieb. Anfang des 20. Jahrhunderts reichte der Bergbau mit der fünften Sohle bis in eine Teufe von 237 m unter NN. Der Abbau verlagerte sich immer mehr in die Tiefe und zur Mitte der Mansfelder Mulde. Deshalb wurden ab 1900 die neuen Schachtanlagen Paul (1900) bei Heiligenthal, Vitzthum (1906) bei Siersleben, Wolf (1906) bei Volkstedt und Dittrich (1907) bei Unterrißdorf abgeteuft. Zwischen 1909 und 1923 wurde die Förderung auf den Schächten am Rande der Mansfelder Mulde schrittweise eingestellt. Diese Schächte wurden aber größtenteils als Wetter- und Wasserhaltungschächte weiter betrieben. Daher konnten die neuen Schächte als Einzelschächte geteuft werden. Der Dittrichschacht schloss 423 m unter NN die achte Sohle auf. Bei der Teufe des Dittrich- und des Wolf-Schachtes traf man Kaliflöze an. Diese wurden zum Teil in Abbau genommen. Im Jahre 1911 gründeten sich, nach der Teufe eines weiteren, reinen Kalischachtes, die Gewerkschaften Wolfshall, Paulshall und Dittrichshall. Zur besseren Brennstoffversorgung erwarb die Gewerkschaft Mansfeld 1903 vierzehn weitere Kohlefelder um Heessen bei Hamm und teufte auf diesen 1912 die zwei ersten Schächte. 1914 wurde daraufhin die Zeche Sachsen gegründet und damit der Steinkohlenbergbau, neben Kupferschiefer- und Kaligewinnung zum dritten Hauptbetätigungsfeld des Unternehmens.

### Mansfeld Aktiengesellschaft für Bergbau und Hüttenbetriebe (Mansfeld AG)

Aktie über 1000 RM der Mansfeld AG für Bergbau und Hüttenbetrieb vom August 1933

Kamerad Martin, Firmenlogo der alten Mansfeld AG

Die stark gefallenen Weltmarktpreise für Kupfer und Silber Anfang des 20. Jahrhunderts und für Kali nach dem Ersten Weltkrieg erforderten eine flexiblere Unternehmensführung und führten so am 18. Oktober 1921 zur Umwandlung der Gewerkschaft in eine Aktiengesellschaft mit einem Grundkapital von 880.000 Mark und zur Ausgliederung der Kaliwerke als Mansfeldsche Kaliwerke AG in eine Tochtergesellschaft. Mit der erfolgten Konsolidierung war die Grundlage zur großzügigen Weiterentwicklung des Unternehmens gelegt worden. Der Umfang des Betriebes wurde durch Schaffung von zahlreichen neuen Anlagen und die Aufnahme verschiedener neuer Betriebszweige (z. B. Steinkohle, Weiterverarbeitung von Kupfer und Silber) erweitert. Die Zahl der Belegschaft wuchs von ca. 4.500 auf mehr als 20.000 Personen. 1926 erfolgte die Fusion mit der traditionellen Halleschen Pfännerschaft, und 1927 wurde die Montangesellschaft mbH Berlin-Charlottenburg komplett übernommen. Während der Weltwirtschaftskrise musste 1930 ein Notprogramm zur Weiterführung der kupfererzeugenden Betriebe aufgestellt werden. 1933 wurden alle kupfererzeugenden Haupt- und Nebenbetriebe aus der Mansfeld AG herausgelöst und die Mansfeldsche Kupferschieferbergbau AG gegründet. Dieser Betrieb wurde infolge der Weltwirtschaftskrise staatlich subventioniert. 1938 erfolgte der Zusammenschluss der Mansfeld AG und der Salzdetfurth AG auf Betreiben des Hauptaktionärs beider Firmen, der Deutschen Bank, zum Mansfeld-Salzdetfurth-Konzern. Die Mansfeld AG wurde hierbei zur hundertprozentigen Tochter der Salzdetfurth AG. Generaldirektor der Mansfeld AG war zunächst Max Heinhold und ab 1929 Rudolf Stahl, Aufsichtsratsvorsitzender der Generalkonsul Ernst von Schoen.
1946 wurden auf Befehl der Sowjetischen Militäradministration in Sachsen-Anhalt die Mansfeld AG für Bergbau und Hüttenbetriebe sowie die Mansfeldsche Kupferschieferbergbau AG enteignet. Der gesamte Firmenbesitz im Bereich der Sowjetischen Besatzungszone wurde als Mansfeldische Kupferschieferbergbau AG in die Sowjetische Metallurgische AG in Berlin eingegliedert und damit als Sowjetische Aktiengesellschaft (SAG) in sowjetisches Eigentum überführt. Bereits Anfang des Jahres 1947 wurde die Firma an das Land Sachsen-Anhalt zurückgegeben und damit in Form eines volkseigenen Betriebes (VEB) wieder in deutsches Eigentum überführt. 1947 wurde mit der Sümpfung und Weiterteufe des bereits 1944 angesetzten Thomas-Münzer-Schachtes bei Sangerhausen und damit mit dem erneuten Aufschluss der Sangerhäuser Mulde begonnen.

### VEB Mansfeld Kombinat „Wilhelm Pieck“

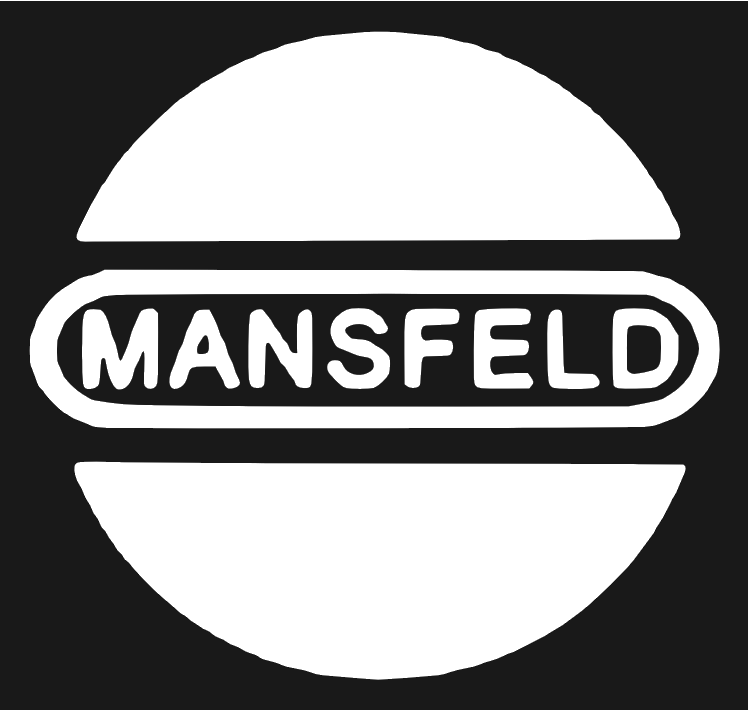
Firmenlogo des Mansfeld-Kombinates

1948 wurde die Vereinigung Volkseigener Betriebe (VVB) Mansfelder Bergbau- und Hüttenbetriebe gegründet und die volkseigenen Mansfelder Betriebe in diese eingegliedert. 1951 erfolgte aus dieser VVB die Gründung des VEB Mansfeld Kombinat „Wilhelm Pieck“. Im gleichen Jahr begann auf dem Thomas-Münzer-Schacht in Sangerhausen die Förderung des Kupferschiefers. Um die Brauchwasserversorgung des Mansfeld-Kombinates zu sichern, begann man mit dem Bau einer Talsperre in Wippra. Im November 1952 wurde zur konstanten Wasserversorgung die Wippertalsperre fertig gestellt.
Von 1952 bis 1956 erfolgte die Teufe des Schachtes Niederröblingen (späterer Bernard-Koenen-Schacht I). 1953 erfolgte eine Aufspaltung in VEB Mansfeld Hütten Kombinat „Wilhelm Pieck“ und VEB Mansfeld Bergbau Kombinat „Wilhelm Pieck“. 1956 wurde das Bergbau-Kombinat in VEB Kupferbergbau Otto Brosowski, VEB Kupferbergbau Fortschritt, VEB Kupferbergbau „Max Lademann“, VEB Kupferbergbau „Ernst Thälmann“, VEB Kupferbergbau „Thomas Müntzer“ und VEB Kupferbergbau Niederröblingen aufgeteilt. Die Bergbaubetriebe wurden der VVB NE-Metallindustrie Eisleben unterstellt und das Bergbaukombinat aufgelöst. 1960 erfolgte ein erneuter Zusammenschluss des Hüttenkombinates sowie der Bergbaubetriebe zum VEB Mansfeld Kombinat „Wilhelm Pieck“ (MKWP). 1969 wurde mit der Stilllegung des Otto-Brosowski-Schachtes die Kupferschieferförderung in der Mansfelder Mulde eingestellt. 1970 erfolgte die Eingliederung des VEB Halbzeugkombinat Hettstedt in das MKWP. Das Kombinat gliederte sich Ende der 1980er Jahre in folgende Struktur:

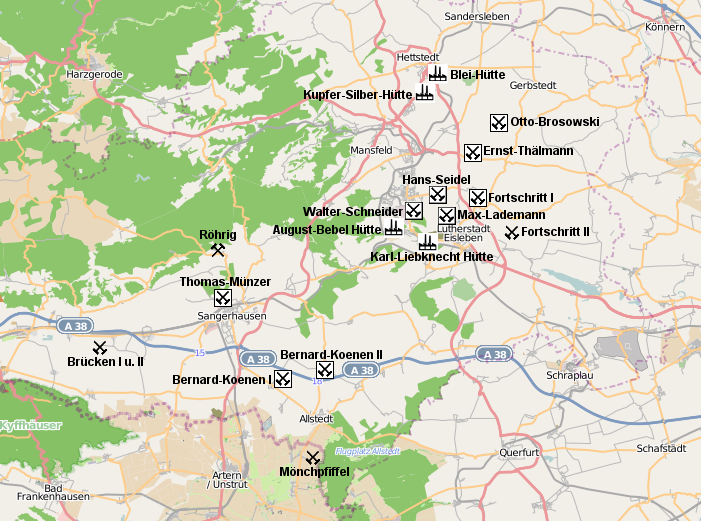
Mansfelder und Sangerhäuser Revier des Mansfeld Kombinates

- Mansfeld Kombinat Wilhelm Pieck-Stammbetrieb:
  - Werk Kupferbergbau
    - Schachtanlage Thomas Müntzer
    - Schachtanlage Bernard Koenen

  - Werk August-Bebel-Hütte
  - Werk Kupfer-Silber-Hütte
  - Werk Anlagen- und Gerätebau
  - Werk Konsumgüter
  - Kombinats-Transportbetrieb
  - Forschungsinstitut für NE-Metalle Freiberg

Kombinatsbetriebe:
- VEB Walzwerk Hettstedt
- VEB Eisen- und Hüttenwerk Thale
- VEB Berliner Metallhütten- und Halbzeugwerk
- VEB Leichtmetallwerk Rackwitz
- VEB Aluminiumfolie Merseburg
- VEB Leichtmetallwerk Nachterstedt
- VEB Aluminiumwerk „Albert Zimmermann“ Lauta
- VEB Schweißtechnik Finsterwalde
- VEB Blechpackung Staßfurt
- VEB Mansfeld Industrieanlagen Dresden
- VEB Mansfeld Generallieferant Metallurgie
- VEB Schachtbau Nordhausen

Wie andere volkseigene Großbetriebe der DDR förderte das Kombinat mit Werkverträgen und Ankäufen bildende Künstler. Außerdem finanzierte es ab Mitte der 1970er Jahre ein Internationales Künstler-Pleinair in Eisleben.

### Mansfeld AG
Am 28. Mai 1990 wurden aus dem Kombinat heraus 24 Kapitalgesellschaften gegründet und das Kombinat selbst, als Holding der vorgenannten Gesellschaften, in die Mansfeld AG umgewandelt. Die Mansfelder Kupferbergbau GmbH und die Industrieverwahrung Ilsenburg GmbH wurden als einzige Werke des Stammbetriebes nicht übernommen und blieben unter der Verwaltung der Treuhandanstalt, später der treuhandeigenen Gesellschaft zur Verwahrung und Verwertung von stillgelegten Bergwerksbetrieben mbH (GVV). Ebenso wurden die Eisen- und Hüttenwerke Thale AG, die Schachtbau Nordhausen GmbH und die Schweißtechnik Finsterwalde GmbH nicht übernommen und verblieben vorerst unter direkter Treuhandverwaltung. Der VEB Mansfeld Generallieferant Metallurgie Berlin wurde unter Treuhandverwaltung in die Ost-Handels-GmbH Berlin für Ausrüstungen und Industrieanlagen und die Erzprojekt Leipzig GmbH umgewandelt und schied ebenfalls aus der Mansfeld AG aus. Parallel zur Privatisierung der Mansfeld AG wurde 1991 die Gemeinnützige Sanierungsgesellschaft Mansfelder Land GmbH (GSG) als Auffanggesellschaft für entlassene Arbeitskräfte des ehemaligen Kombinates gegründet. Die Gründung der GSG erfolgte zunächst als hundertprozentige Tochter der Mansfeld AG auf Betreiben des Vorstandes der Mansfeld AG und Arbeitnehmervertretern gegen den Willen des Aufsichtsrates und der später beteiligten Landkreise Sangerhausen, Hettstedt und Eisleben. Durch die GSG wurden von 1991 bis 1993 temporär 2000 bis 2500 Arbeitsplätze geschaffen. Am 5. Oktober fusionierte die Mansfeld AG mit der Walzwerk Hettstedt AG (Tochtergesellschaft der Mansfeld AG) und wurde am 19. Oktober 1993 in die Mansfelder Kupfer und Messing GmbH Hettstedt (MKM) umgewandelt. 1995 wurde die Privatisierung der MKM durch die Übernahme der belgischen Lamitref-Gruppe abgeschlossen.
Die MKM wurde 2019 durch die KME SE übernommen.

## Bergbau

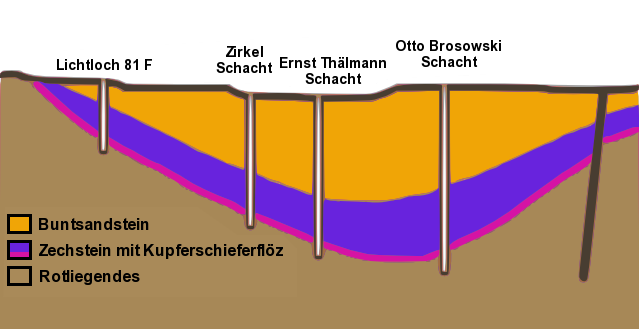
Schnitt durch die Mansfelder Mulde

### Geologie
Das ca. 0,3 bis 0,4 m mächtige Kupferschieferflöz tritt am Westrand (Harz), am Südwestrand (Hornburger Sattel) und am Nordrand (Halle-Hettstedter Gebirgsbrücke) der Mansfelder Mulde zutage und fällt mit ca. 3 bis 8 Grad nach Osten in die Mansfelder Mulde ein. Analog dazu fällt das Flöz vom Harzsüdrand und vom Südrand des Hornburger Sattels ebenfalls mit 3 bis 8 Grad nach Süden in die Sangerhäuser Mulde ein. Das Flöz bildet die Basis des Zechsteins und wird je nach Tiefe von sämtlichen Schichten der Zechsteinformation sowie von Schichten des Trias und des Tertiärs überlagert.
Der Kupferschiefer enthält in wechselnden Zusammensetzungen sulfidische Erzminerale, unter anderem Bornit (Buntkupferkies, Cu5FeS4). Dieser kann lagenweise angereichert sein und bildet dann sogenannte Erzlineale, die in Anschliffen, wie im nebenstehenden Bild, gut zu erkennen sind.

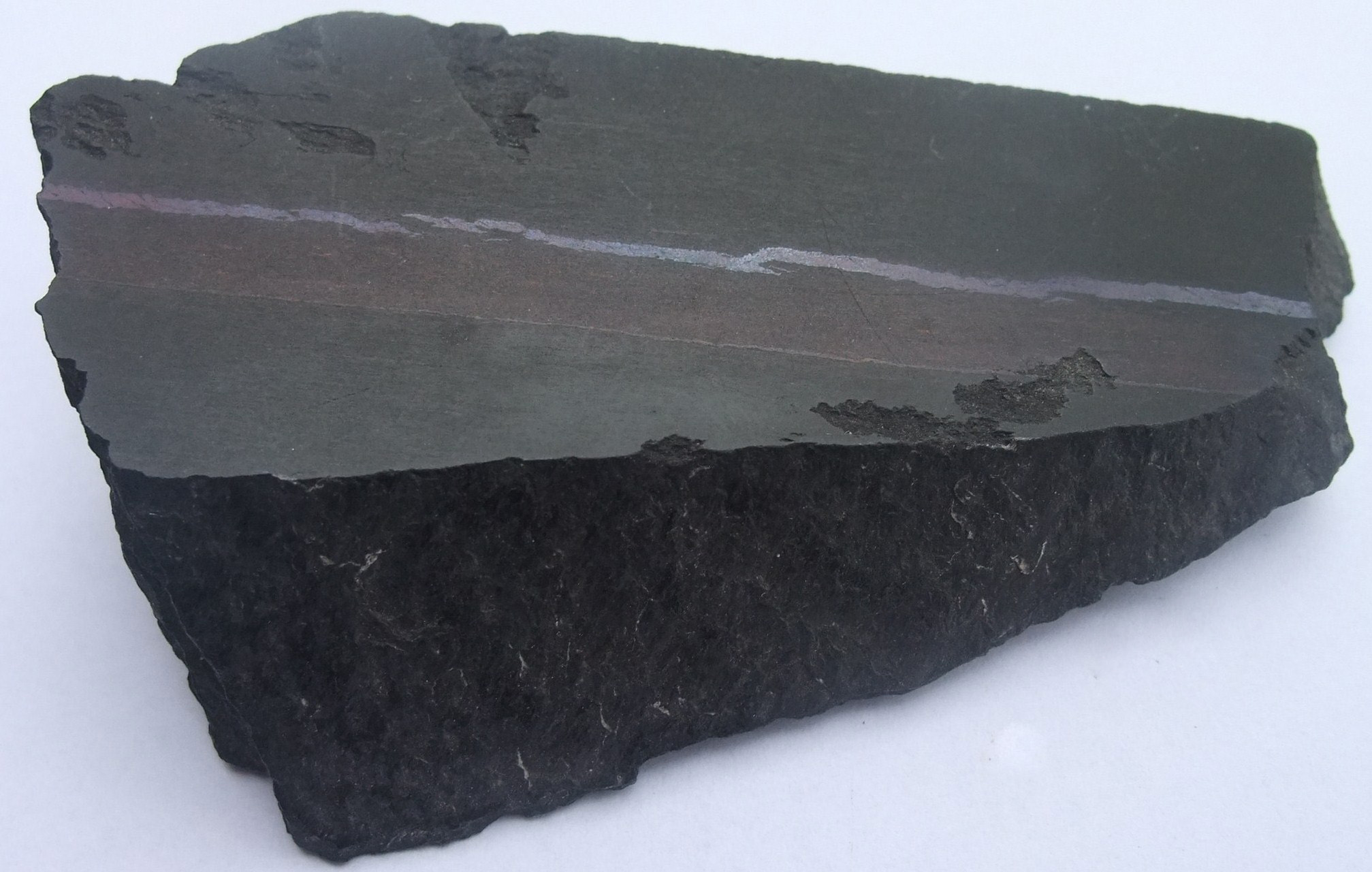
Kupferschiefer-Handstück mit etwa 1 mm dickem Erzlineal.

### Kupferschieferbergbau
Der Bergbau auf Kupferschiefer begann um 1200 zunächst am ausstreichenden Flöz in Oberflächennähe im sogenannten Duckelbergbau. Der Abbau des Flözes war allerdings in Bezug auf Fläche und Teufe wegen des zufließenden Grundwassers begrenzt, und die Schächte mussten frühzeitig aufgegeben werden. Auf diese Weise wurde der gesamte oberflächennahe Bereich des Flözes über mehrere Jahrhunderte abgebaut. Ab dem 17. Jahrhundert begann der Vortrieb von teilweise sehr langen Stollen, um das Kupferschieferflöz auch in tieferen Bereichen abbauen zu können. Der 1809 angesetzte Schlüsselstollen ist der tiefste dieser Stollen, er brachte bei Helbra eine maximale Teufe von ca. 180 m ein und ist 32,3 km lang. Auf den Schlüsselstollen wurde später die gesamte Wasserhaltung in der Mansfelder Mulde ausgerichtet. Erst der Zusammenschluss zur Mansfeldschen Kupferschieferbauenden Gewerkschaft und die Nutzung der Dampfkraft führten zur Teufe von tieferen Schächten und zum flächigen Abbau des Flözes im Strebbau.
Die Mitte des 19. Jahrhunderts geteuften Schächte befanden sich noch am Rande der Mansfelder Mulde und erschlossen nur Teufen bis ca. 200 m. Die bis ca. 1900 angelegten Schachtanlagen bestanden in der Regel aus mehreren, teilweise bis zu fünf Schächten, die jeweils unterschiedlichen Zwecken dienten und im Falle von Förderschächten auch an unterschiedliche Sohlen angeschlossen waren. Mit zunehmender Teufe des Abbaus verlagerten sich sowohl die Abbausohlen, wie auch die Förderschächte immer weiter mit dem Einfallen des Kupferschieferflözes in die Mansfelder Mulde hinein. Die bis Ende der 1960er Jahre betriebenen Förderschächte Vitzthum (Ernst Thälmann), Paul (Otto Brosowski) und Wolf (Fortschritt I) lagen bereits im Zentrum der Mansfelder Mulde und hatten über zum Teil lange Querschläge Anschlüsse bis zur 11. Sohle. Die 12., 13. und 14. Sohle wurden nur über Flachen und mit einer Zahnradbahn erreicht. Die Förderung des Kupferschiefers in Teufen bis zu 995 Meter wurde selbst für DDR-Maßstäbe unrentabel, darüber hinaus setzte in diesen Teufen bereits eine Vertaubung des Schiefers ein. 1969 wurde mit der Einstellung der Förderung auf dem Otto-Brosowski-Schacht der Bergbau in der Mansfelder Mulde stillgelegt und diese ab 1970 geflutet.
Mitte der 1930er Jahre erfolgte ein Bohrprogramm, das hauptsächlich zur Erkundung der restlichen Vorräte in der Mansfelder Mulde diente, das aber auch auf die Sangerhäuser Mulde ausgedehnt wurde. Die Mansfeld AG entschied sich daraufhin zum Neuaufschluss der Sangerhäuser Lagerstätte und begann 1942 mit der Sümpfung des Röhrigschachtes bei Wettelrode. 1943 begann die Anlage eines neuen Hauptförderschachtes in Sangerhausen zunächst mit dem Vorbohren der Schachtachse und im darauffolgenden Jahr mit dem Abteufen. Die Abteufarbeiten wurden Mitte 1945 bei 52 m Teufe vorläufig beendet. 1947 wurden die Abteufarbeiten am Schacht Sangerhausen wieder aufgenommen und 1949 beendet. Zwei Jahre darauf erfolgte nach vorheriger untertägiger Verbindung mit dem Röhrig-Schacht die Aufnahme der Förderung auf der 1950 in Thomas-Münzer-Schacht umbenannten Schachtanlage. Aufgrund der weiterlaufenden Erkundungen durch das Mansfeld-Kombinat wurden mit den Schächten Niederröblingen (1952) und Nienstedt (1956) zwei weitere Förderschächte in der Sangerhäuser Lagerstätte abgeteuft. Von 1964 bis 1970 wurde das Südfeld der Schachtanlage Bernard Koenen durch den Einbau der Zahnradbahn aus der auslaufenden Mansfelder Lagerstätte bis zur 11. Sohle erweitert. Das Westfeld wurde 1965 durch die Schachtanlage Thomas Müntzer und die im Bohrverfahren niedergebrachten Wetter- und Fluchtschächte Brücken I (1969) und Brücken II (1972) aufgeschlossen. 1975 wurde in 6 km Entfernung zum Schacht Niederröblingen (B. Koenen I) der Wetterschacht Mönchpfiffel bei Allstedt gebohrt und damit das Grubenfeld um die Teillagerstätte Allstedt erweitert.
Mitte der 1980er Jahre erhöhten sich die Wasserzuflüsse im Grubenfeld Thomas Müntzer (insbesondere im Westfeld) enorm, sodass letzteres 1988 mit Dämmen abgetrennt und zusammen mit den Bohrschächten Brücken abgeworfen wurde. Diese Maßnahmen brachten nur kurzzeitig Verbesserung; schon 1989 musste das Südfeld der Grube aufgegeben werden. Im darauffolgenden Jahr wurde der Abbau auf der Grube Sangerhausen eingestellt, die letztlich 1992 geflutet wurde. 1990 wurde auch die Schachtanlage Bernard Koenen stillgelegt – im Gegensatz zur Schachtanlage Thomas Müntzer allerdings aus rein wirtschaftlichen Gründen. Hier erfolgte keine Verwahrung unter Zeitdruck, sodass die Flutung der Grube erst 1994 eingeleitet wurde. Im Gegensatz zur Mansfelder Mulde und zur Grube Sangerhausen waren die Wasserzuflüsse im Grubenfeld Bernard Koenen derart gering, dass zum Fluten über Bohrlöcher Wasser aus der Helme eingeleitet werden musste. Der als Wetterschacht dienende Röhrigschacht der Grube Sangerhausen dient seit 1991 als Besucherbergwerk.

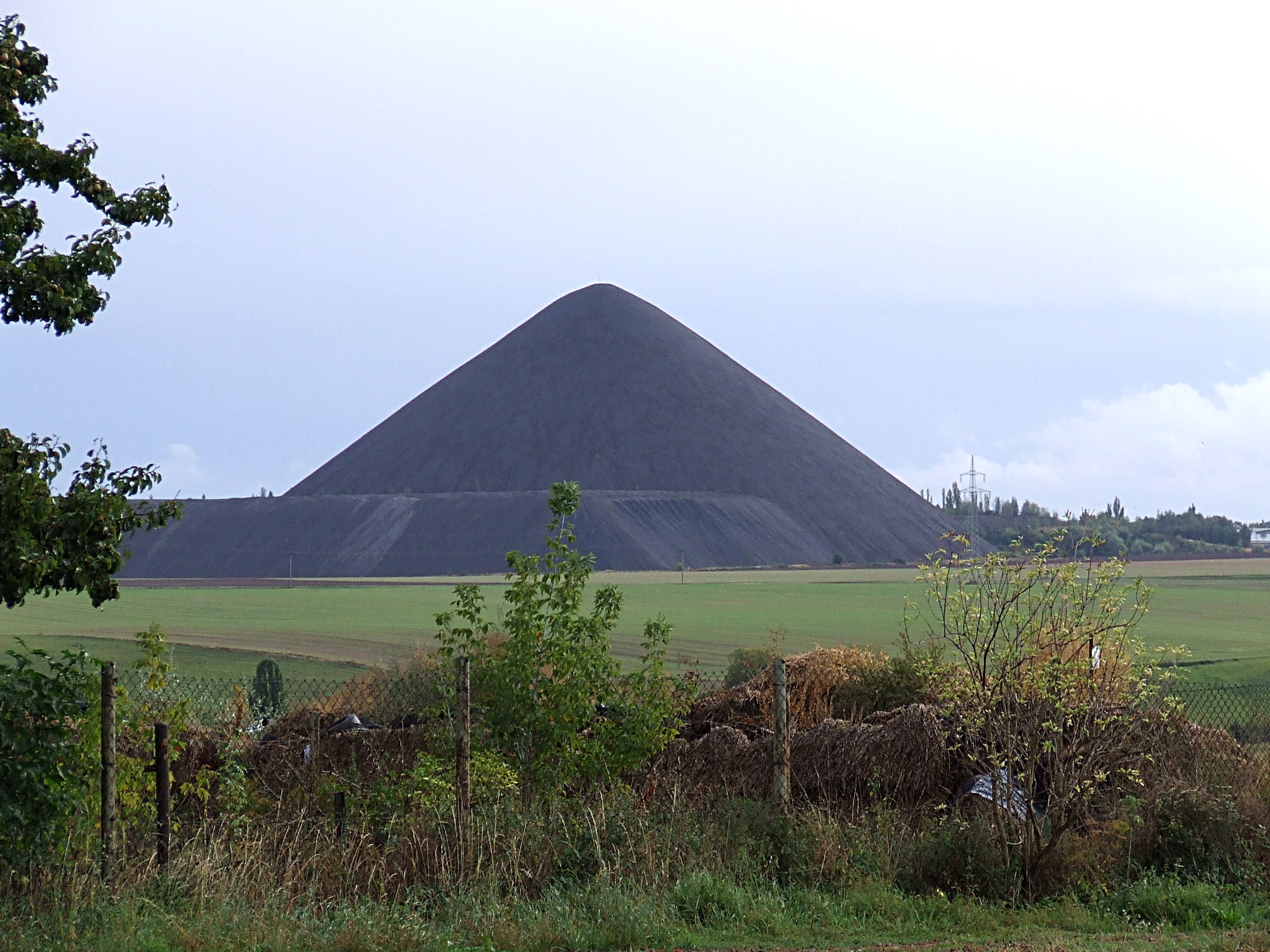
Halde des Ernst-Thälmann-Schachtes

Die verbliebenen Abraumhalden werden als Pyramiden des Mansfelder Landes bezeichnet.
1979 begann das Mansfeld-Kombinat mit ersten Ausrichtungsarbeiten auf der zwischen 1958 und 1964 entdeckten Kupferschieferlagerstätte Spremberg. Die Lagerstätte Spremberg sollte 1990 die Produktion aufnehmen und die Kupferschiefergewinnung in der Sangerhäuser Mulde bis zur Jahrtausendwende ersetzen. Bereits 1980 wurden die Arbeiten jedoch aus finanziellen Gründen wieder eingestellt. Seit 2008 wird diese Lagerstätte wieder erkundet.

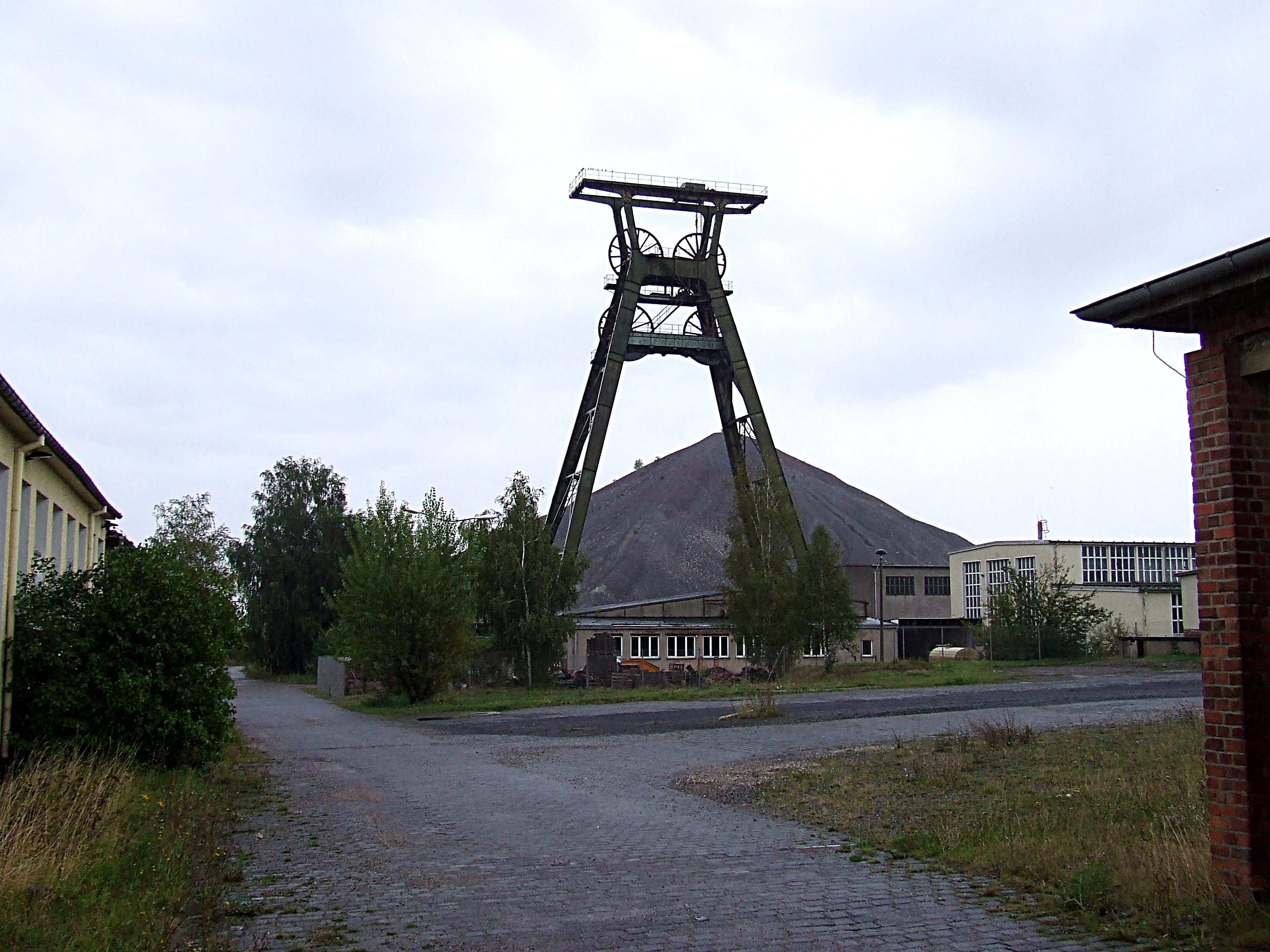
Bernard-Koenen-Schacht II bei Nienstedt

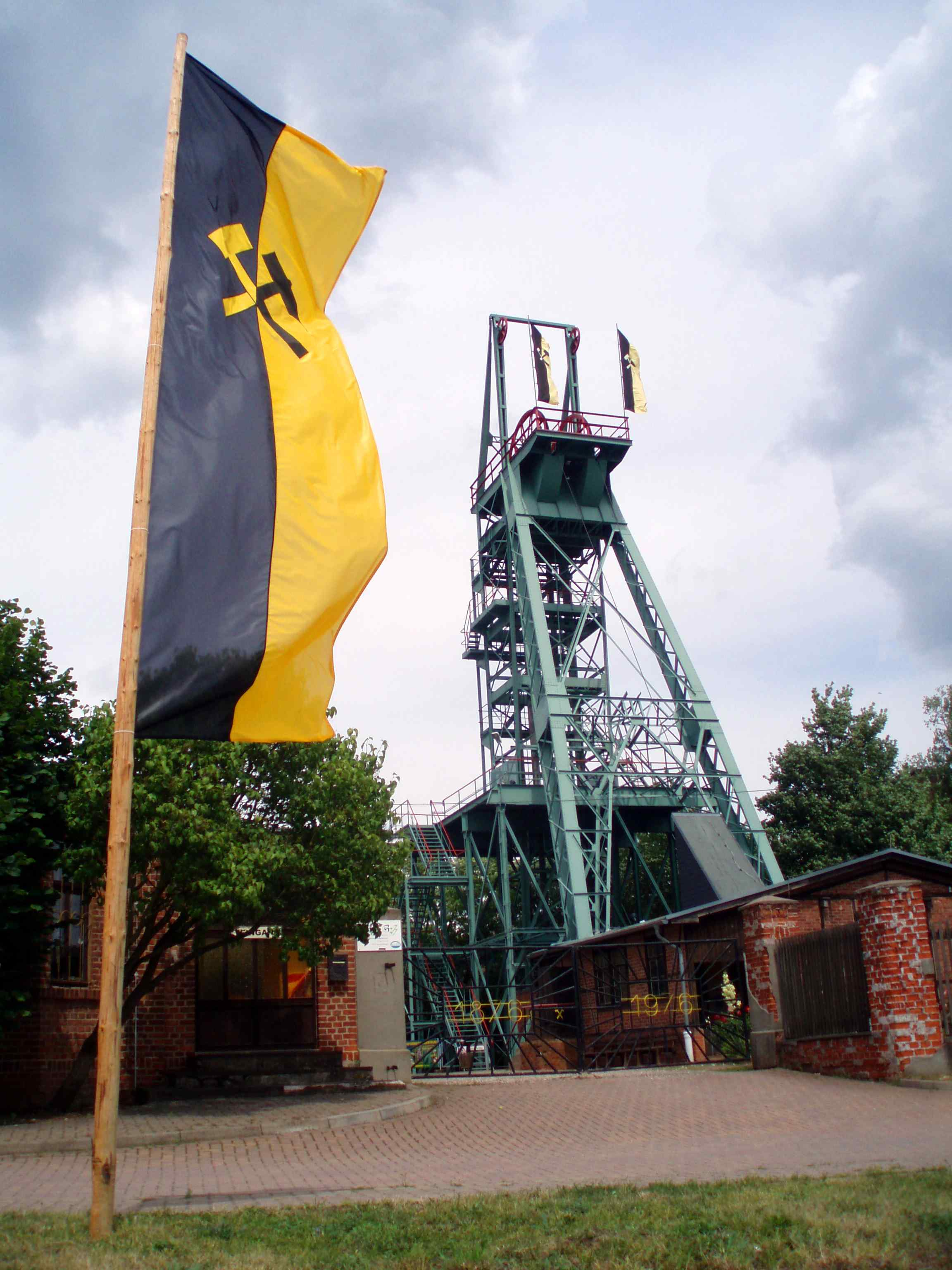
Röhrigschacht Wettelrode

Wichtige Schächte in der Mansfelder Mulde:
- Otto-Schächte I–V (1865–1911) bei Wimmelburg
- Niewandt-Schächte I–II (1866–1913) bei Siersleben
- Freiesleben-Schächte I–III (1868–1917) bei Leimbach
- Zirkel-Schacht (1891–1927 / 1970) bei Klostermansfeld
- Ernst-Schächte / Walter-Schneider-Schächte I–IV (1864–1966) bei Helbra
- Clotilde-Schacht / Max-Lademann-Schacht (1879–1964) bei Eisleben
- Hohental-Schächte / Hans-Seidel-Schächte I–II (1887–1958/1970) bei Helbra
- Paul-Schacht / Otto-Brosowski-Schacht (1900–1969) bei Augsdorf
- Vitzthum-Schacht / Ernst-Thälmann-Schacht (1906–1962) bei Siersleben
- Wolf-Schacht / Fortschritt-Schacht I (1906–1967) bei Volkstedt
- Dittrichschacht / Fortschritt-Schacht II (1907–1960) bei Unterrißdorf

Wichtige Schächte in der Sangerhäuser Mulde:
- Schacht Sangerhausen / Thomas-Münzer-Schacht (1944–1990)
- Schacht Niederröblingen / Bernard-Koenen-Schacht (I) (1952–1990)
- Schacht Nienstedt / Bernard-Koenen-Schacht II (1956–1990)
- Bohrschacht Mönchpfiffel (1974–1990)
- Bohrschächte Brücken I–II (1969/1972–1988)
- Röhrigschacht (1871–1956/1990, seit 1991 Besucherbergwerk) bei Wettelrode

### Kalibergbau
Nach der Trockenlegung des Salzigen Sees brachte die Mansfeldsche Kupferschieferbauende Gewerkschaft 1896 am Ostrand der Mansfelder Mulde bei Wansleben eine Tiefbohrung auf Kupferschiefer nieder und stieß dabei auf ein 35 m mächtiges Kaliflöz. Daraufhin erfolgte mit dem Abteufen des Georgi-Schachtes und dem Aufbau einer Kalifabrik bei Wansleben der Einstieg in die Kaliproduktion. Das Unternehmen betrieb vier Kaligewerkschaften mit zwei Kalifabriken, wobei auch über zwei Kupferschiefer-Schächte mit Kaliflöz-Anschluss gefördert wurde. Die Kaliproduktion wurde 1925 aufgrund des „Kali-Stillegungsgesetzes“ von 1921 eingestellt.
Kalischächte des Mansfeld-Unternehmens:

- Georgi-Schacht (1898–1925) bei Wansleben, Kaliwerk Ernsthall mit Kalifabrik in Wansleben
- Schacht Neu-Mansfeld (1910–1925) bei Wansleben, Kaliwerk Ernsthall mit Kalifabrik in Wansleben
- Wolf-Schacht bei Volkstedt, Kaliwerk Wolfshall (1911–1914) mit Kalifabrik in Eisleben
- Dittrich-Schacht bei Unterrißdorf, Kaliwerk Dittrichshall (1911–1925) mit Kalifabrik in Eisleben
- Wachler-Schacht (1912–1925) bei Unterrißdorf, Kaliwerk Paulshall (1912–1925) mit Kalifabrik in Eisleben

## Verhüttung

### Technologie
Die Gewinnung der Hauptwertstoffkomponenten Kupfer und Silber aus dem Kupferschiefer erfolgte im Gegensatz zu anderen Erzen stets über den Umweg des Kupfersteins. Da die Erze im Kupferschiefer fein verteilt sind und deshalb nicht mit gängigen bergmännischen (physikalischen) Verfahren aufbereitet werden konnten, aber einen hohen Kohlenstoffanteil enthielt, wurde dieser über mehrere Wochen gebrannt und danach direkt und bei hohen Temperaturen in Schachtöfen eingeschmolzen. Der dabei erschmolzene Kupferstein wurde anschließend bis in die erste Hälfte des 20. Jahrhunderts geröstet und das sulfidische Röstgut erneut in Schachtöfen zu Rohkupfer geschmolzen. Aus dem Rohkupfer wurde in Saigerhütten das Silber gewonnen. Das silberarme Kupfer verließ die Saigerhütte als Schwarzkupfer. Das Schwarzkupfer wurde in Flammöfen erneut eingeschmolzen, wobei noch vorhandene Fremdmetalle oxidiert wurden und anschließend nach Abzug der Schlacke die Schmelze zu Garkupfer reduziert wurde. Dieses Endprodukt ging als Mansfelder Feuerraffinat in den Handel.
Im 20. Jahrhundert änderte sich diese Technologie im Wesentlichen dahingehend, dass auf das Schieferbrennen verzichtet wurde und der Schiefer unter Ausnutzung des darin enthaltenen Kohlenstoffs in wassergekühlten Schachtöfen direkt geschmolzen wurde. Darüber hinaus wurde das Silber nicht mehr im Saigerprozess gewonnen, sondern das im Rohkupfer enthaltene Silber über einen erneuten Röstprozess in Silbersulfat umgewandelt, ausgewaschen und anschließend ausgefällt. Ab 1925 wurde der Kupferstein in Konvertoren im Bessemer-Verfahren direkt zu Rohkupfer verblasen. Das Rohkupfer wurde zu Anodenblechen gegossen; anschließend wurde mittels Elektrolyse Reinkupfer gewonnen. Aus dem anfallenden Anodenschlamm wurde unter anderen das Silber gewonnen. Neben den Hauptprodukten Kupfer und Silber wurden aus den Abprodukten der Kupferverhüttung, je nach Technologiestand und Verwendbarkeit immer mehr im Schiefer enthaltene Edel- und Spurenmetalle sowie eine Reihe weiterer Nebenprodukte gewonnen.

### Oberhütte
Die im 15. Jahrhundert entstandene, nördlich von Eisleben gelegene Oberhütte wurde 1870 stillgelegt. Sechs Jahre danach wurde auf der Oberhütte die erste Kupferelektrolyse-Anlage eingebaut. Schließlich wurde 1908 die Kupferelektrolyse eingestellt und die Anlagen abgerissen. Oberhütte ist heute ein Ortsteil von Eisleben.

### Krughütte (Karl-Liebknecht-Hütte)

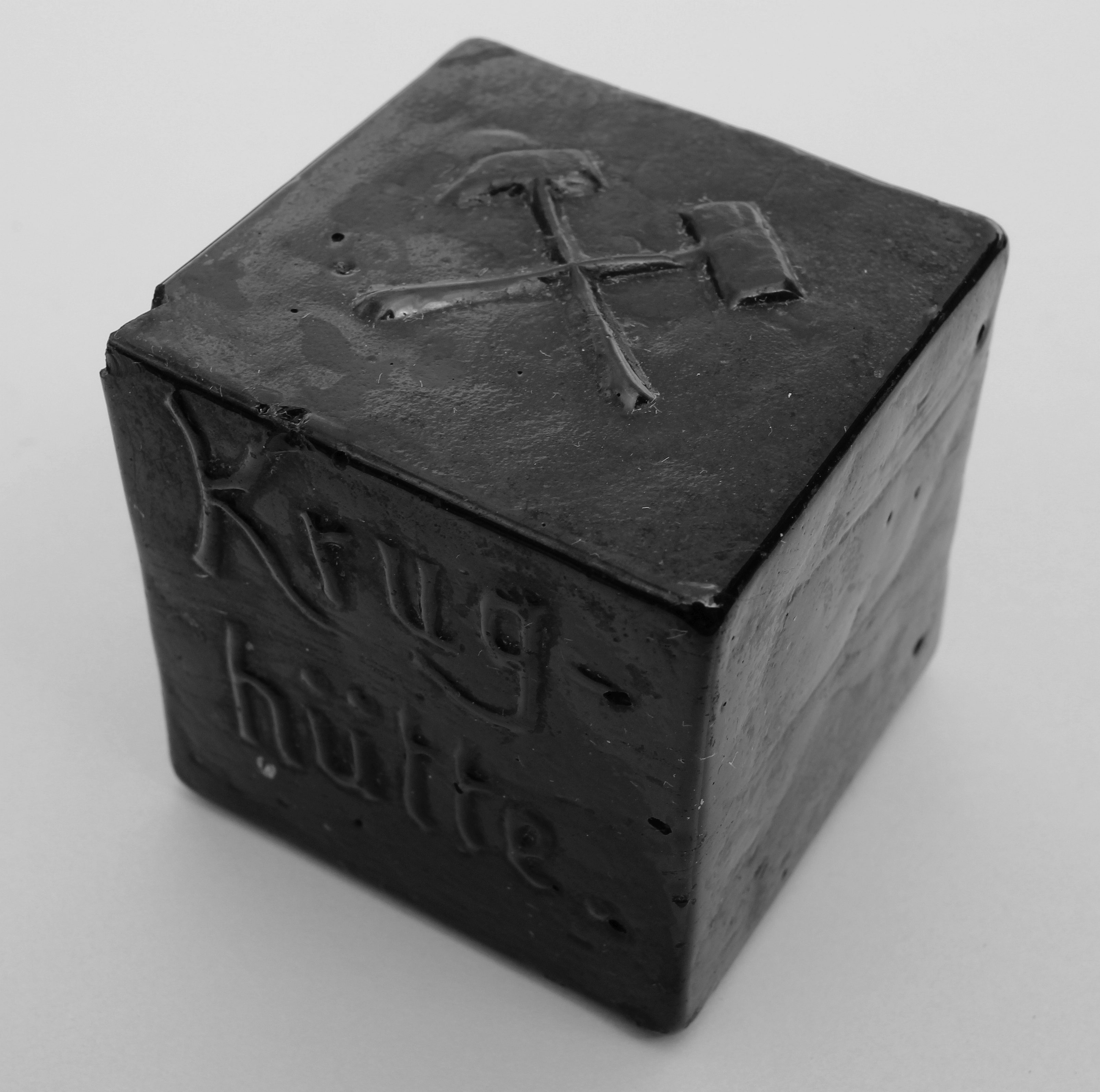
Mansfelder Kupferschlackenstein als Briefbeschwerer und Souvenir der Krughütte in Eisleben. Kantenlänge 4,6 cm

Die Krughütte wurde 1868 von der Mansfeldschen Gewerkschaft als erste moderne Rohhütte mit Großschachtöfen gebaut und ging 1870 in Betrieb. Der hier erschmolzene Kupferstein wurde in den Hettstedter Hütten (Gottesbelohnung, Kupferkammer) weiter verarbeitet. Die in der Hütte anfallende Schlacke wurde seit 1873 zu Pflastersteinen, den Mansfelder Kupferschlackensteinen, gegossen. Von 1916 bis 1936 wurden auf der Krughütte nacheinander drei wassergekühlte Großschachtöfen gebaut und in Betrieb genommen. Die hier anfallenden Ofengase wurden gewaschen und die dabei anfallenden Schlämme mit hohem Spurenmetallgehalten in den Hettstedter Hütten weiterverarbeitet. 1950 wurde die Hütte in Karl-Liebknecht-Hütte umbenannt. 1972 wurde die Hütte vom Mansfeld Kombinat stillgelegt. Wenige Jahre später kam es im gesamten Gelände der Hütte zu massiven Senkungserscheinungen, die die meisten der vorhandenen Gebäude in ihrer Grundsubstanz zerstörte. Die Betriebsanlagen wurden daraufhin in den 1980er Jahren komplett abgerissen.
Im Jahr 2012 wurde auf dem Gelände der Solarpark Krughütte errichtet.

### Kochhütte (August-Bebel-Hütte)

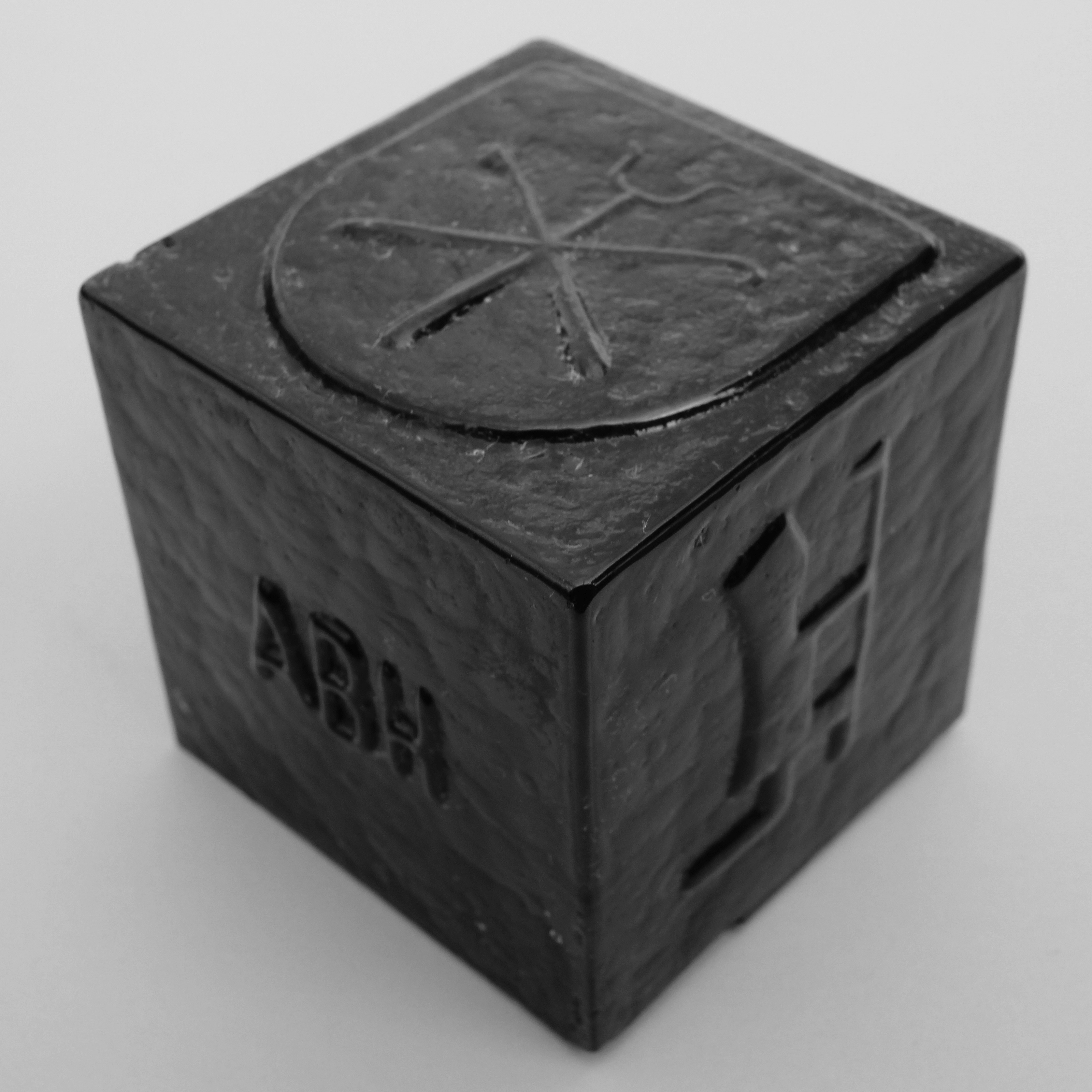
Mansfelder Kupferschlackenstein als Briefbeschwerer und Souvenir der August-Bebel-Hütte in Helbra. Zeigt oben das Hüttenwappen und rechts Kamerad Martin, eine Symbolfigur des Mansfelder Bergbaus. Kantenlänge 5 cm

Die Kochhütte bei Helbra ging 1880 als zweite Großhütte der Mansfeldschen Gewerkschaft in Betrieb. Der erschmolzene Kupferstein wurde in den Hettstedter Hütten weiterverarbeitet. Die in der Kochhütte anfallenden Schlacken wurden von Anfang an zu Pflastersteinen gegossen oder zu Schotter und anderen Baumaterialien weiterverarbeitet. 1951 wurde die Kochhütte in August-Bebel-Hütte umbenannt. Am 10. September 1990 erfolgte der letzte Ofenabstich auf der Kochhütte. Die Gebäude und Betriebsanlagen wurden in den Folgejahren vollständig zurückgebaut. Auf dem Gelände der Hütte befindet sich heute ein Gewerbegebiet.

### Gottesbelohnungs-Hütte (Kupfer-Silber-Hütte)

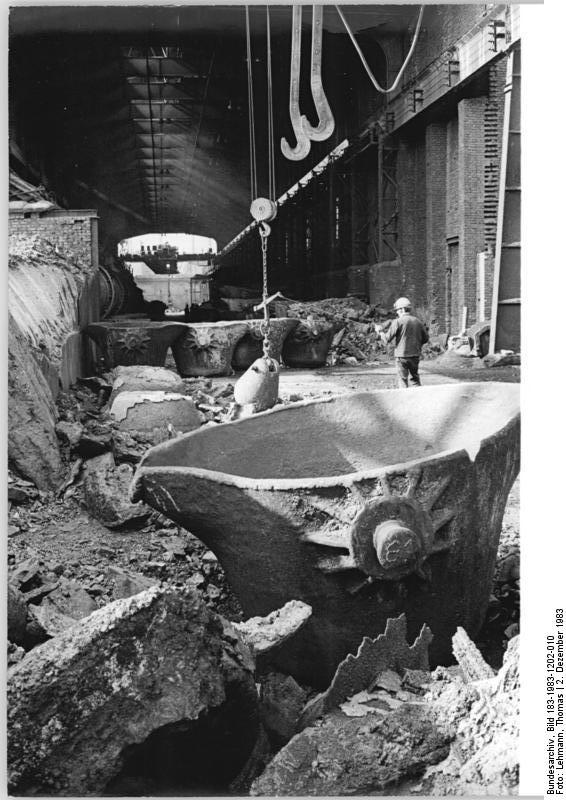
Bessemerei der Kupfer-Silber-Hütte

Die Gottesbelohnungs-Hütte entstand 1695 als Rohhütte bei Hettstedt. 1796 ging die Hütte in Konkurs und wurde 1797 von der Kupferkammer-Hütte übernommen. 1827 wurde auf der Hütte eine Amalgieranlage zur Entsilberung des Kupfersteins der Rohhütten errichtet, die 1827 ihren Betrieb aufnahm. 1870 wurde oberhalb der Gottesbelohnungs-Hütte eine Kupferraffinierhütte zur Verarbeitung von Rückständen aus den Flammöfen errichtet. 1926 wurde eine Bessemerei und 1937 eine Elektrolyseanlage errichtet. Die durch das Bessemer-Verfahren überflüssigen Öfen der Kupferraffinerie wurden umgebaut und zum Gießen der Kupferanoden genutzt. Mit der Gründung des Mansfeld-Kombinates wurden die Bessemerei, die Kupferraffinerie und die Elektrolyse zusammengeführt und die Hütte als Kupfer-Silber-Hütte bezeichnet. 1971 wurde eine Anlage zur Wiederaufarbeitung kupferhaltiger Sekundärrohstoffe errichtet. In den 1960er Jahren baute das Mansfeld Kombinat auf der Hütte zwei Stranggussanlagen, den 1978 eine Gießwalzanlage für Kupferdraht folgte. 1989 wurde die Bessemerei der Hütte stillgelegt und die anderen Anlagen für die Verarbeitung von Sekundärrohstoffen in den 1990er Jahren komplett modernisiert. 2004 wurde die Produktion der Sekundärkupferanlagen eingestellt.

### Kupferkammer-Hütte (Blei-Hütte)
Die Kupferkammer-Hütte bei Hettstedt entstand 1723 als Rohhütte. 1797 übernahm das Hüttenwerk die in Konkurs gegangene Gottesbelohnungshütte und nannte sich von da an Kupferkammer samt Gottesbelohnungshütte. 1913 wurde der Betrieb als Rohhütte eingestellt. Ab 1921 erfolgte der Umbau der Hütte zur Verarbeitung von Flugstäuben der Rohhütten. Zunächst stellte die Hütte Werkblei, Zinkoxid und Zinkvitriol her. Bleihaltiger Kupferstein wurde an die Rohhütten zurückgeliefert und erneut zur Kupfergewinnung eingeschmolzen. Ab 1949 wurden Rhenium, Thallium und Iodverbindungen aus den Flugstäuben gewonnen. Ab 1960 erfolgte die Gewinnung von Germanium aus den Flugstäuben der Bleiöfen. 1966 baute das Mansfeld-Kombinat auf der Hütte eine Anlage zum Umschmelzen von Zinkschrott. 1976 wurde die Bleigewinnung auf der Hütte eingestellt, bleihaltige Rückstände wurden an die Bleihütte Freiberg (VEB Bergbau- und Hüttenkombinat) geliefert. 1978 wurde die Verarbeitung von Rohhüttenflugstaub eingestellt. Mit der Einstellung der Zinkschrottverarbeitung und der Herstellung von Zinksulfat im Jahr 1990 wurde die Hütte stillgelegt, in den Folgejahren die Anlagen abgerissen und das Gelände saniert. 2008 wurde die Sanierung der Bleihütte abgeschlossen.

## Produkte

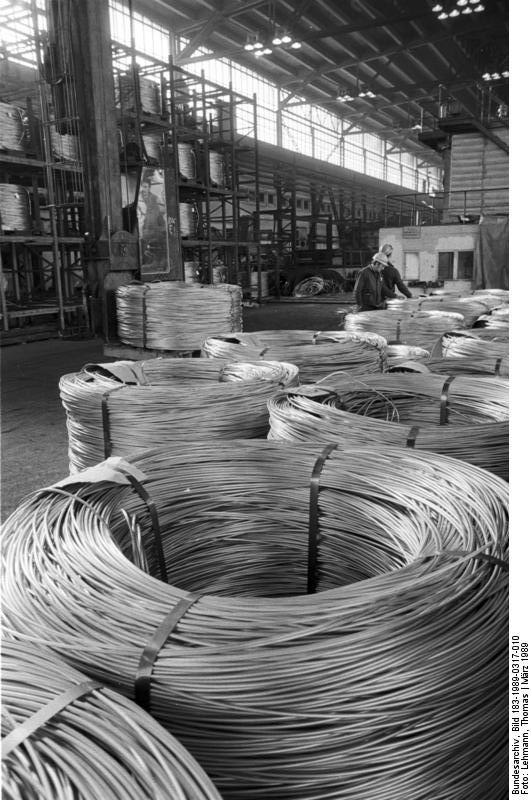
Kupferdraht aus dem Mansfeld Kombinat

Bis Ende des 19. Jahrhunderts waren Silber und Kupfer die einzigen Hauptprodukte des Unternehmens. Mit der Zeit kamen jedoch durch verbesserte Verhüttungstechnologien und neue Erfindungen, derer Wirtschaft und Gesellschaft bedurften, immer weitere Produkte hinzu. Die Hauptprodukte des Unternehmens waren: Kupfer als Mansfeld-Raffinat (1871) und als Mansfeld-Elektrolytkupfer (1938) in verschiedenen Formaten wie Blöcken, Platten, Barren, Stangen, Drahtbarren (Wirebars) und ab 1971 als Kupferdraht; Silber als Zementsilber 99,90 % Ag (1827) und Elektrolytsilber 99,96 % Ag (1926) in Barren und als Granulat; Gold als Feingold 99,90 %–99,92 % Au in Barren; Blei als Hütten-Weichblei; Zinkvitriol; Zinkoxid als Farboxid; Bleimennige; Schwefelsäure; Jod in Apothekenqualität; Thallium als Fällschlamm; Cadmium als Zementcadmium; Rohhüttenschlacke als Pflastersteine (1873), Bauformsteine (1949), Schlackenschotter (1959) und Verschleißschutzmaterial (1962); Platin 97 %–98 % Pt als Pulver; Palladium 97 %–98 % Pd als Pulver; Selen als Rein- und Reinstselen; Nickelsulfat; Vanadiumpentoxid; Germanium als Fällschlamm; Rhenium; Molybdän als Ferro-Molybdän aus der Ofensau der Rohhütten-Schachtöfen (nur während des Ersten Weltkrieges); Eisenerz (Ofensau) als Granulat (1978) und Messing in Blechen und anderen Halbzeugen.
Über die eigentliche Kupferproduktion hinaus stellte das Unternehmen eine Reihe weiterer primärer Montan-Produkte her – unter anderem Stein- und Braunkohle einschließlich Koks und anderer Kohleprodukte (größtenteils zum Eigenbedarf), Kaliprodukte aus den Kaliwerken Eisleben und Wansleben sowie Halbzeuge aus Aluminium und Eisen in den Kombinatsbetrieben des Mansfeld-Kombinates. Das Mansfeld-Kombinat hatte eine eigene Konsumgüter- und Industriegüterproduktion (Rationalisierungsbetrieb). Unter anderem fertigte das Mansfeld-Kombinat Schul- und Gartenmöbel, Computer (Mansfeld-PC), Schaltschränke, Förderanlagen, Bohrmaschinen und Hebevorrichtungen (Seilwinden).

## Archiv
Die Archivalien der Mansfeld AG wurden 2009 in der Abteilung Merseburg des Landesarchivs Sachsen-Anhalt zusammengeführt.